# سامانه سه‌حوزه‌ای
سامانه سه‌حوزه‌ای (Three-domain system) یک روش آرایه‌شناسی است که توسط کارل ووز در سال ۱۹۷۷ پیشنهاد شد که یاخته‌ها را بر اساس فرمشان به سه حوزه باستانیان، باکتری‌ها، و یوکاریوت‌ها تقسیم می‌کند. سامانه سه‌حوزه‌ای تقسیم‌بندی جدید «حوزه» را بالای پنج یا شش «فرمانرو» قبلی اضافه می‌کند.
- حوزه باکتری‌ها – پروکاریوت (بدون هسته واقعی) هستند.
- حوزه باستانیان – پروکاریوت (بدون هسته واقعی) هستند.
- حوزه یوکاریوت‌ها (یوکاریا) – هسته‌دار (یوکاریوت) هستند. یوکاریا شامل فرمانروهای زیر است:
  - فرمانرو قارچ‌ها
  - فرمانرو گیاهان
  - فرمانرو جانوران
  - فرمانرو حبابچه‌داران رنگی